# Szczebra
Szczebra ist ein Dorf in der Gmina Nowinka im Powiat Augustowski. Es liegt auf einer Höhe von etwa 133 Metern über dem Meeresspiegel in der Woiwodschaft Podlachien in Polen. Das Verwaltungszentrum der Gemeinde in Nowinka ist etwa drei Kilometer in nördlicher Richtung von Szczebra entfernt. Haupteinnahmequellen des Dorfes sind die Forst- und Landwirtschaft.
In den Jahren 1941–1944, während der Hinrichtungen in der Nähe von Szczebra, erschossen die Nazi-Deutschen etwa achttausend Menschen (sowjetische Kriegsgefangene, Juden und Polen).